# Los Angeles Film Critics Association Awards 1989
La 15ª edizione dei Los Angeles Film Critics Association Awards si è tenuta il 16 gennaio 1990, per onorare il lavoro nel mondo del cinema per l'anno 1989.
Con questa edizione venne introdotto per la prima volta il premio al miglior film d'animazione, vinto da La sirenetta.

## Premi
Miglior film
- Fa' la cosa giusta (Do the Right Thing), regia di Spike Lee
  - 2º classificato: Drugstore Cowboy, regia di Gus Van Sant

Miglior attore
- Daniel Day-Lewis - Il mio piede sinistro (My Left Foot: The Story of Christy Brown)
  - 2º classificato: Morgan Freeman - Conta su di me (Lean on Me), Johnny il bello (Johnny Handsome), Glory - Uomini di gloria (Glory) e A spasso con Daisy (Driving Miss Daisy)

Miglior attrice
- Andie MacDowell - Sesso, bugie e videotape (Sex, Lies, and Videotape)
- Michelle Pfeiffer - I favolosi Baker (The Fabulous Baker Boys)

Miglior regista
- Spike Lee - Fa' la cosa giusta (Do the Right Thing)
  - 2º classificato: Oliver Stone - Nato il quattro luglio (Born on the Fourth of July)

Miglior attore non protagonista
- Danny Aiello - Fa' la cosa giusta (Do the Right Thing)
  - 2º classificato: Martin Landau - Crimini e misfatti (Crimes and Misdemeanors)

Miglior attrice non protagonista
- Brenda Fricker - Il mio piede sinistro (My Left Foot: The Story of Christy Brown)
  - 2º classificato: Anjelica Huston - Nemici, una storia d'amore (Enemies, A Love Story)

Miglior sceneggiatura
- Gus Van Sant e Daniel Yost - Drugstore Cowboy
  - 2º classificato: Spike Lee - Fa' la cosa giusta (Do the Right Thing)

Miglior fotografia
- Michael Ballhaus - I favolosi Baker (The Fabulous Baker Boys)
  - 2º classificato: Robert Richardson - Nato il quattro luglio (Born on the Fourth of July)

Miglior colonna sonora
- Bill Lee - Fa' la cosa giusta (Do the Right Thing)
  - 2º classificato: Elliot Goldenthal - Drugstore Cowboy

Miglior film in lingua straniera
- Voci lontane... sempre presenti (Distant Voices, Still Lives), regia di Terence Davies •  Regno Unito
- Un affare di donne (Une affaire de femmes), regia di Claude Chabrol  ·  Francia

Miglior film d'animazione
- La sirenetta (The Little Mermaid), regia di Ron Clements e John Musker

Miglior documentario
- Roger & Me, regia di Michael Moore
  - 2º classificato: The Emperor's Naked Army Marches On (ゆきゆきて、神軍), regia di Kazuo Hara

Miglior film sperimentale/indipendente
- Gregg Araki - The Long Weekend (O'Despair)

New Generation Award
- Laura San Giacomo - Sesso, bugie e videotape (Sex, Lies, and Videotape)

Career Achievement Award
- Stanley Donen